# Когнитивный контроль
Когнитивный контроль — комплекс исполнительных функций, обеспечивающих регуляцию поведения согласно текущим задачам. Активность в префронтальной коре головного мозга связывают с когнитивным контролем.

## История термина
Термин «когнитивный контроль» (англ. cognitive control) впервые использовали М. Познер и С. Снайдер в своей работе «Attention and Cognitive Control» (1975) для определения одной из систем внимания, ответственной за селекцию информации, координацию и исполнение актуальных процессов и подавление неактуальных. Позже Э. Миллер (англ. Earl Miller) и Дж. Коэн (англ. Jonathan Cohen) развили эту идею, представив когнитивный контроль как интегративную функцию, управляющую течением психической жизни, а также распределением внимания на внешние и внутренние сигналы.

## Когнитивный контроль и исполнительные функции
Способность к произвольной динамичной регуляции когнитивных ресурсов по-разному концептуализируется разными научными школами. Так, в западной психологической традиции принято говорить об исполнительных функциях, в число которых входят тормозный контроль, планирование, внимание, рабочая память, когнитивная гибкость, эмоциональная регуляция и др. Ряд ученых — Р. Баркли, А. Мияке, Н. Фридман, М. Баних — рассматривают их как совокупность отдельных равноправных процессов; другие — авторы модели когнитивного контроля, Э. Миллер и Дж. Коэн, а также А. Арон, Т. Шаллис, П. Берджесс — убеждены, что исполнительные функции составляют единый конструкт (когнитивный контроль) с ведущей ролью функции внимания. В российской традиции с концепцией когнитивного контроля может быть соотнесена концепция саморегуляции и программирования действий.